# 样本量确定
样本量确定或样本大小确定是指人們在抽樣調查前確立样本裡面的個體数量。確立合適的样本大小的目的是節省不必要的經濟成本的同時又能从样本中較精準的推断出总体的情況。平時人們是根据收集数据的成本、时间或便利程度來確立样本量。如果樣本量太小，則會影響推斷結果，而樣本量太大，則會有不小的成本開銷。